# Johnnie Ray

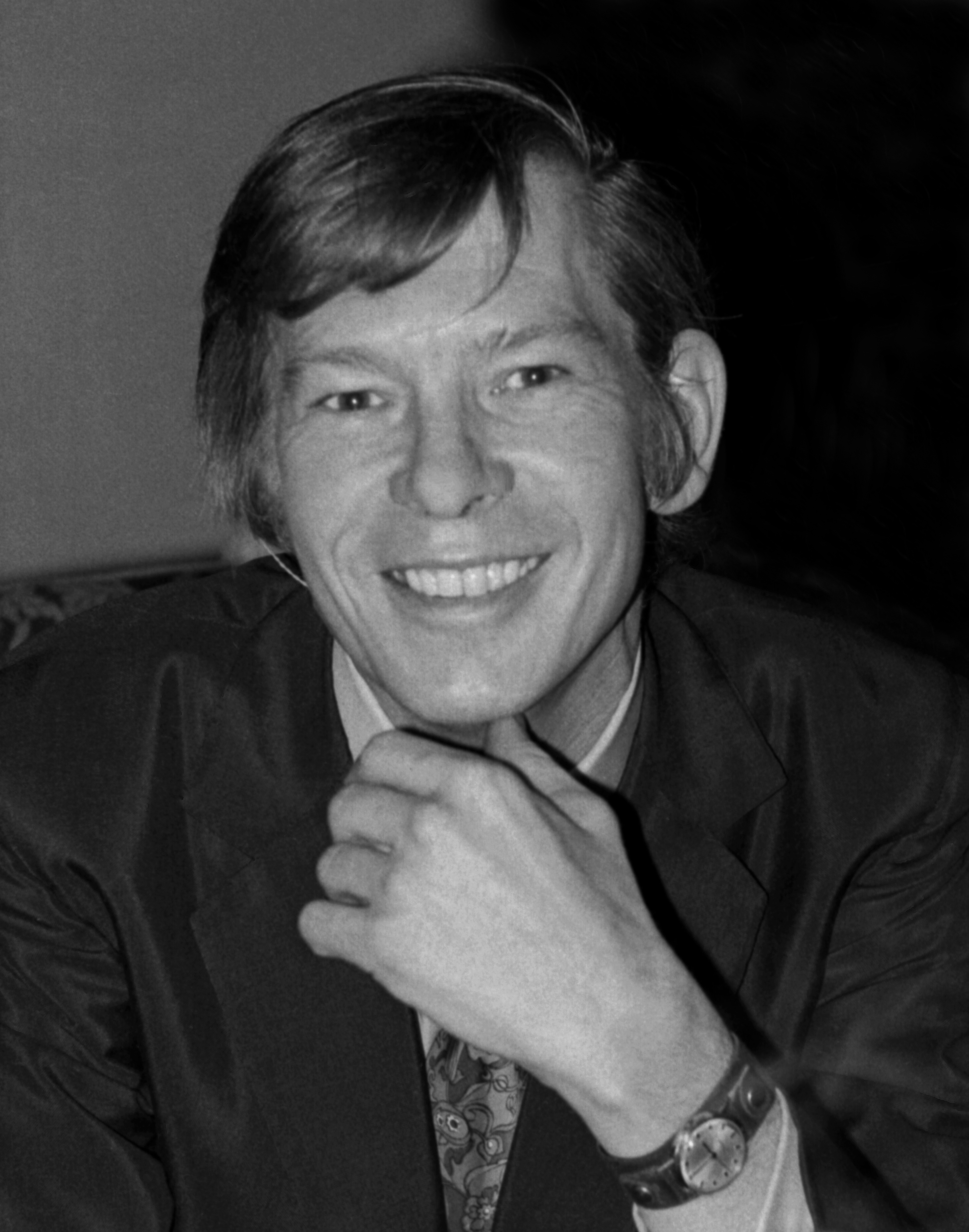
Johnnie Ray (1969)

John „Johnnie“ Alvin Ray (* 10. Januar 1927 in Hopewell, Oregon; † 24. Februar 1990 in Los Angeles, Kalifornien) war ein amerikanischer Sänger, Pianist und Songwriter. In der traditionellen amerikanischen Pop-Branche aktiv, gilt er aufgrund seiner emotionalen und außergewöhnlichen Bühnenshows und der Aufnahme von Blues- und Gospel-Elementen in seinen Gesangsstil als Vorläufer des Rock ’n’ Roll.

## Leben
Johnnie Ray wuchs als Nachkomme europäischer Einwanderer und indianischer Ureinwohner auf einer Farm in Oregon auf. Bereits früh ertaubte er auf einem Ohr und wurde zum introvertierten Außenseiter. Eine 1958 durchgeführte Operation ließ ihn nahezu komplett auf beiden Ohren ertauben, auch wenn er mit Hörgeräten diese Situation etwas verbessern konnte. Johnnie strebte eine musikalische Karriere an und ging dazu nach Detroit, wo er sich um ein Engagement im Flame Club bemühte, einem Zentrum der schwarzen Rhythm-and-Blues-Szene. 1951 wurde der Produzent Mitch Miller von Columbia Records auf den Sänger aufmerksam und bot ihm einen Vertrag auf dem Columbia-Tochterlabel Okeh Records an, wo seinerzeit der Fokus auf den schwarzen Genres lag. Seine erste Single bei Okeh Records hieß Tell The Lady I Said Goodbye, beworben im Billboard-Magazin.

Johnnie Ray – Cry

Johnnie Ray – In The Heart of A Fool

Im November 1951 wurde die bluesige Single Cry / The Little White Cloud That Cried zu einem doppelten Millionenseller. Die von Mitch Miller produzierte Platte belegte für 11 Wochen den ersten Rang der Pop-Hitparade, so dass Johnnie vom Mutterlabel CBS Records übernommen wurde. Ab sofort konnte er mit populären Songs sowie eigenen Kompositionen in kommerziellen Arrangements eine Folge von Charterfolgen feiern.
Als sich Mitte der 1950er Jahre der Rock ’n’ Roll etablierte, versuchten die Major-Labels, die diese Entwicklung im Vertrauen auf den traditionellen Popmarkt weitgehend verschlafen hatten, den Erfolgen, die Elvis Presley für RCA Records erreichte, mit den eigenen etablierten Interpreten nachzueifern. So nahm auch Columbia mit Johnnie Ray rhythmisch schnellere Titel auf, die noch einige Zeit den Weg in die Charts fanden. Allerdings wirkte die Melodramatik seiner Auftritte im Zeitalter des Rock bald altmodisch, so dass Erfolge mit der Zeit ausblieben. Auch Duette etwa mit Doris Day halfen nicht, den Abwärtstrend seiner Singles aufzuhalten. Seinen letzten Hit hatte er bei Columbia im September 1959 mit I’ll Never Fall in Love Again, der lediglich Rang 75 als beste Platzierung erreichte. Im Oktober 1960 wechselte er zu Cadence Records, um dann binnen Jahresfrist wieder bei anderen Plattenfirmen zu unterschreiben. Der Erfolg blieb trotzdem aus.
Johnnie Ray blieb weiterhin als Entertainer aktiv. So unterstützte er in den 1960ern Judy Garland und hatte zu Beginn der 1970er Jahre kleinere Comebacks in den Fernsehshows von Andy Williams und Johnny Carson. In den 1980ern wurde er für Kurzauftritte in Pop- und Rockvideos engagiert.
Ray starb am 24. Februar 1990 an Leberversagen.

## Einflüsse und Stil
Johnnie Ray nannte als seinen bedeutendsten Einfluss die Sängerin Billie Holiday. Aber auch die religiöse Inbrunst der Spirituals übernahm er in seinen Gesangsstil; nach Ansicht des Kritikers Ralph J. Gleason hatte auch der emotionale Gesangsstil Little Miss Cornshucks’ prägenden Einfluss auf Ray. Durch diese Anlehnung an die schwarzen Genres wurde der vor allem im Radio gespielte Künstler selbst für einen Afroamerikaner gehalten. Hauptsächlich wurde Johnnie Ray durch seine extrem emotionalen Gesangsperformances bekannt. Vor allem bei Live-Auftritten inszenierte er vor dem Mikrophon Herzleid und Selbstmitleid durch Stottern und Schluchzen. Dabei zuckte sein Körper, als sei er von emotionalem Kummer bis hin zu physischem Schmerz gepeinigt. Regelmäßig brach Ray zum Ende einer Performance in Tränen aus und auf der Bühne zusammen. Zeitgenössische Kritiker der ernsten Musik unterstellten hierbei lediglich unauthentische Inszenierung, der Musikjournalist Armold Shaw bescheinigt Ray im Gegenzug eine echte Darstellung von Zerrissenheit, die sich aus dem Selbstmitleid des introvertierten, halbtauben Kindes und Teenagers ebenso speiste, wie aus den in den 1950er Jahren als skandalös empfundenen Gerüchten um Rays Drogenkonsum und Homosexualität.

## Erfolge
Johnnie Ray war zwischen 1952 und 1955 einer der erfolgreichsten Pop-Interpreten Amerikas. Als einer der ersten Musikinterpreten überhaupt verursachte er bei seinen Konzerten regelrechte Krawalle, wurde von begeisterten weiblichen Fans bestürmt und bedrängt und musste regelmäßig von der Polizei gerettet werden. Diese Begeisterungsstürme waren zu Beginn der 1950er nur aus dem Film-Geschäft bekannt und traten erst später in der Bewunderung für Elvis und in der Beatlemania wieder auf.

## Diskografie

### Alben
| Jahr | Titel                                                  | Höchstplatzierung, Gesamtwochen, AuszeichnungChartplatzierungen (Jahr, Titel, Platzierungen, Wochen, Auszeichnungen, Anmerkungen) | Höchstplatzierung, Gesamtwochen, AuszeichnungChartplatzierungen (Jahr, Titel, Platzierungen, Wochen, Auszeichnungen, Anmerkungen) | Anmerkungen |
| Jahr | Titel                                                  | UK | US | Anmerkungen |
| ---- | ------------------------------------------------------ | --- | --- | ----------- |
| 1952 | Johnnie Ray                                            | — | US2 (24 Wo.)US |             |
| 2008 | Just Walkin’ in the Rain: The Very Best of Johnnie Ray | UK67 (1 Wo.)UK | — |             |

grau schraffiert: keine Chartdaten aus diesem Jahr verfügbar

### Singles
| Jahr | Titel Album                                                       | Höchstplatzierung, Gesamtwochen/‑monate, AuszeichnungChartplatzierungen (Jahr, Titel, Album, Platzierungen, Wochen/Monate, Auszeichnungen, Anmerkungen) | Höchstplatzierung, Gesamtwochen/‑monate, AuszeichnungChartplatzierungen (Jahr, Titel, Album, Platzierungen, Wochen/Monate, Auszeichnungen, Anmerkungen) | Höchstplatzierung, Gesamtwochen/‑monate, AuszeichnungChartplatzierungen (Jahr, Titel, Album, Platzierungen, Wochen/Monate, Auszeichnungen, Anmerkungen) | Anmerkungen       |
| Jahr | Titel Album                                                       | UK | DE | US | Anmerkungen       |
| ---- | ----------------------------------------------------------------- | --- | --- | --- | ----------------- |
| 1951 | The Little White Cloud That Cried –                               | — | — | US2 (22 Wo.)US |                   |
| 1951 | Cry –                                                             | — | — | US1 (27 Wo.)US |                   |
| 1952 | Please, Mr. Sun –                                                 | — | — | US6 (15 Wo.)US |                   |
| 1952 | (Here Am I) Broken Hearted –                                      | — | — | US9 (14 Wo.)US |                   |
| 1952 | What’s the Use –                                                  | — | — | US13 (8 Wo.)US |                   |
| 1952 | Walking My Baby Back Home –                                       | UK12 (1 Wo.)UK | — | US6 (17 Wo.)US |                   |
| 1952 | All of Me –                                                       | — | — | US26 (4 Wo.)US |                   |
| 1952 | Love Me –                                                         | — | — | US25 (1 Wo.)US |                   |
| 1952 | Faith Can Move Mountains –                                        | UK7 (3 Wo.)UK | — | — | und The Four Lads |
| 1953 | Ma Says Pa Says –                                                 | UK12 (1 Wo.)UK | — | — | mit Doris Day     |
| 1953 | Somebody Stole My Gal –                                           | UK6 (7 Wo.)UK | — | US19 (3 Wo.)US |                   |
| 1953 | Full Time Job –                                                   | UK11 (1 Wo.)UK | — | — | mit Doris Day     |
| 1953 | Let’s Walk That-A-Way –                                           | UK4 (14 Wo.)UK | — | — | mit Doris Day     |
| 1954 | Such a Night                                                      | UK1 (18 Wo.)UK | — | — |                   |
| 1954 | Hernando’s Hideaway –                                             | UK11 (5 Wo.)UK | — | US24 (7 Wo.)US |                   |
| 1955 | If You Believe –                                                  | UK7 (11 Wo.)UK | — | — |                   |
| 1955 | Paths of Paradise –                                               | UK20 (1 Wo.)UK | — | — |                   |
| 1955 | Hey There –                                                       | UK5 (9 Wo.)UK | — | — |                   |
| 1955 | Song of the Dreamer –                                             | UK10 (5 Wo.)UK | — | — |                   |
| 1955 | Johnnie’s Comin’ Home –                                           | — | — | US86 (2 Wo.)US |                   |
| 1956 | Who’s Sorry Now –                                                 | UK17 (2 Wo.)UK | — | — |                   |
| 1956 | Ain’t Misbehavin’ –                                               | UK17 (7 Wo.)UK | — | — |                   |
| 1956 | Just Walkin’ in the Rain –                                        | UK1 (19 Wo.)UK | DE6 (4 Mt.)DE | US2 (28 Wo.)US |                   |
| 1957 | You Don’t Owe Me a Thing –                                        | — | — | US10 (12 Wo.)US |                   |
| 1957 | You Don’t Owe Me a Thing / Look Homeward, Angel –                 | UK7 (19 Wo.)UK | — | — |                   |
| 1957 | Look Homeward, Angel –                                            | — | — | US36 (9 Wo.)US |                   |
| 1957 | Yes Tonight, Josephine –                                          | UK1 (16 Wo.)UK | DE9 (6 Mt.)DE | US18 (13 Wo.)US |                   |
| 1957 | Build Your Love (On a Strong Foundation) –                        | UK17 (7 Wo.)UK | — | US58 (9 Wo.)US |                   |
| 1957 | Good Evening Friends / Up Above My Head I Hear Music In The Air – | UK25 (4 Wo.)UK | — | — | mit Frankie Laine |
| 1958 | Up Until Now –                                                    | — | — | US81 (3 Wo.)US |                   |
| 1959 | I’ll Never Fall in Love Again –                                   | UK26 (6 Wo.)UK | — | US75 (6 Wo.)US |                   |

grau schraffiert: keine Chartdaten aus diesem Jahr verfügbar

### Singles (in Klammern Aufnahmedatum)
- Tango Of Love / Mirage, Standard 183 (1951)
- Tell The Lady I Said I Said Good Bye / Whiskey & Gin, Okeh 6809 (August 1951)
- She Didn’t Say Nothin’ At All / I’m Just A Shadow Of Myself, Columbia 3485 (nur in Großbritannien; 1951)
- Give Me Time / All Of Me, Columbia 39703 (1951)
- Cry / The Little White Cloud That Cried, Okeh 6840 (16. Oktober 1951)
- Please Mr. Sun / (Here Am I) Broken Hearted, Columbia 39636 (Dezember 1951)
- What’s The Use / Mountains In The Moonlight, Columbia 39698 (Dezember 1951)
- Don’t Blame Me / Coffee And Cigarettes, Columbia 39700 (Februar 1952 / 9. Mai 1952)
- Walkin’My Baby Back Home / Out In The Cold Again, Columbia 39701 (Februar 1952 / August 1951)
- The Lady Drinks Champaigne / Don’t Take Your Love From Me, Columbia 39702 (9. Mai 1952)
- Walkin’ My Baby Back Home / Give Me Time, Columbia 39750 (Februar 1952 / Oktober 1951)
- All Of Me / A Sinner Am I, Columbia 39788 (Februar 1952)
- Gee, But I’m Lonesome / Don’t Say Love Has Ended, Columbia 39814 (Juni 1952)
- Faith Can Move Mountains / Love Me, Columbia 39837 (Juni 1952)
- Ma Says, Pa Says / A Full-Time Job, Columbia 39898 (mit Doris Day) (Dezember 1952)
- In The Touch Of God’s Hand / Walk & Talk With My Lord, Columbia 39908 (28. November 1952)
- Oh, What A Sad, Sad Day / Mister Midnight, Columbia 39939 (Dezember 1952 / 28. November 1952)
- Glad Rag Doll / Somebody Stole My Gal, Columbia 39961 (Dezember 1952 / 28. November 1952)
- Let’s Walk That-a-Way / Candy Lips, Columbia 40001 (mit Doris Day) (Dezember 1952)
- With These Hands / Satisfied, Columbia 40006 (28. November 1952)
- Tell the Lady I Said… / All I Do Is Dream Of You, Columbia 40046 (Dezember 1952 / 28. November 1952)
- Please Don’t Talk About Me When I’m Gone / An Orchid For The Lady, Columbia 40090 (28. November 1952 / Dezember 1952)
- Why Should I Be Sorry / You’d Be Surprised, Columbia 40154 (Dezember 1953)
- Hey There / Hernando’s Hideaway, Columbia 40224 (März 1954)
- To Ev’ry Girl To Ev’ry Boy / Going-Going-Gone, Columbia 40252 (März 1954)
- Papa Loves Mambo / The Only Girl I’ll Ever Love, Columbia 40324 (Mai 1954)
- If You Believe / Alexander’s Ragtime Band, Columbia 40391 (Dezember 1953)
- As Time Goes By / Nobody’s Sweetheart, Columbia 40392 (Dezember 1953 / 28. November 1952)
- Paths Of Paradise / Parade Of Broken Hearts, Columbia 40435 (Januar 1955)
- Flip, Flop & Fly / Thine Eyes Are As The Eyes… Columbia 40471 (September 1954)
- Taking A Chance On Love / My Love For You, Philips 463 (nur in Großbritannien) (1955)
- Song Of The Dreamer / I’ve Got So Many Million Years, Columbia 40528 (März 1955)
- Johnnie’s Comin’ Home / Love, Love, Love, Columbia 40578 (Mai 1955)
- Who’s Sorry Now / A Heart Comes In Handy, Columbia 40613 (Februar 1956)
- Ain’t Misbehavin’ / Walk Along With Kings, Columbia 40649 (März 1956)
- Goodbye, Au Revoir & Adios / Because I Love You, Columbia 40695 (Juli 1956)
- Walkin’ In The Rain / In The Candlelight, Columbia 40729 (September 1956)
- You Don’t Owe Me A Thing / Look Homeward Angel, Columbia 40803 (November 1956)
- Yes Tonight Josephine / No Wedding Today, Columbia 40893 (April 1957)
- Street Of Memories / Build Your Love, Columbia 40942 (Juni 1957)
- Up Above My Head / Good Evening Friends, Columbia 40976 (1957)
- Pink Sweater Angel / Texas Tambourine, Columbia 41002 (1957)
- Soliloquy Of A Fool / Miss Me Just A Little, Columbia 41069 (1957)
- Plant A Little Seed / Strollin’ Girl, Columbia 41124 (1957)
- Lonely For A Letter / Endlessly, Columbia 41162 (1958)
- Up Until Now / No Regrets, Columbia 41213 (15. Juni 1958)
- What More Can I Say / You’re The One Who Knows, Columbia 41280 (1958)
- One Man’s Love Song Is Another Man’s Blues / When’s Your Birthday, Baby, Columbia 41327 (1958)
- Here & Now / Call Me Yours, Columbia 41372 (1959)
- I’ll Never Fall In Love Again / You’re All That I Live For, Columbia 41438 (August 1959)
- When It’s Springtime In The Rockies / An Ordinary Couple, Columbia 41528 (1959)
- I’ll Make You Mine / Before You, Columbia 41626 (1960)
- Tell Me / Don’t Leave Me Now, Columbia 41705 (1960)
- In The Heart Of A Fool / Let’s Forget It Now, Cadence 1387 (Oktober 1960)
- How Many Nights How Many Days / I’ll Bring Along My… United Artists 341 (1961)
- A Lover’s Question / Nothing Goes Up, Liberty 54404 (1962)
- I Believe / A Mother’s Love, Liberty 55400 (mit Timi Yuro) (1962)
- Cry / Scotch And Soda, Liberty 55431 (1962)
- After The Laughter Came The Tears / Look Out Chattanooga, Decca 31459 (1963)
- I Can’t Stop Crying For You / Lonely Wine, Decca 31507 (1963)
- Break My Heart Break / Can’t I, Decca 31601 (1963)

## Interpretationen und Zitate
Ray wird eingangs im Lied Come On Eileen der Dexys Midnight Runners erwähnt. Dort heißt es: Poor old Johnnie Ray / Sounded sad upon the radio / Moved a million hearts in mono / Our mothers cried, sang along / Who would blame them? Im Video zum Song ist er zudem auf Archivaufnahmen zu sehen.
In Billy Idols Song Don't Need a Gun von 1986 wird er ebenfalls erwähnt. Zudem tritt er mehrmals in der Rolle eines Autofahrers im Musikvideo auf.
Ebenso wird Ray im Song We Didn’t Start the Fire von Billy Joel genannt – neben dutzenden anderen Namen von Persönlichkeiten aus Politik und Kultur.